# Estación de Sondika
Sondika es una estación ferroviaria situada en el centro de Sondica (Vizcaya), que pertenece a la empresa pública Euskal Trenbide Sarea, dependiente del Gobierno Vasco. Da servicio a la línea E3 de Euskotren y a la lanzadera Lutxana-Sondika (línea E3a), situada en el término municipal del mismo nombre.

## Accesos
La estación tiene dos accesos. Los andenes se encuentran en la planta inferior, y es accesible por ascensor o escaleras.
- Calle Goiri, 10-12
- Camino Mitxine, 2